# Pieter Zeeman
Pieter Zeeman, född 25 maj 1865 i Zonnemaire, Schouwen-Duiveland, Zeeland, död 9 oktober 1943 i Amsterdam, var en nederländsk fysiker. 

## Biografi
Zeeman var elev till Hendrik Lorentz och arbetade bland annat med Lorentz teori att atomerna består av laddade partiklar som genom svängning åstadkommer ljus.
Faraday hade 1862, utan framgång, försökt observera om ett magnetfält påverkar emissionsspektrum från en ljuskälla. År 1896 beslöt sig Zeeman för att upprepa Faradays försök med de bättre experimentella resurser som då fanns tillgängliga. Försöket visade att spektralinjerna breddades; senare försök med bättre spektrometrar visade att linjerna i själva verket delats upp i flera. Lorentz kunde förklara fenomenet, som nu kallas Zeemaneffekten, genom att anta att det i atomen finns en "jon" (elektronen var ännu inte upptäckt) som oscillerar med samma frekvens som den utsända strålningen. Effekten kunde dessutom användas till att bestämma förhållandet mellan "jonens" laddning och dess massa.
Zeeman blev 1900 professor i fysik vid Universiteit van Amsterdam, där han stannade resten av sitt liv. Ända till sin död fortsatte han med sin forskning rörande ljusets fortplantning i olika medier.
Zeeman tilldelades tillsammans med Lorentz Nobelpriset i fysik 1902 "såsom ett erkännande av den utomordentliga förtjänst de inlagt genom sina undersökningar om magnetismens inflytande på strålningsfenomenen".
Zeeman har även fått en krater uppkallad efter sig på månen.